# フリッツ・ハイダー
フリッツ・ハイダー（Fritz Heider,  1896年 - 1988年）は、ユダヤ系の後にアメリカで活躍した心理学者。ゲシュタルト学派に属する。

## 経歴
1896年、オーストリアウィーン生まれ。グラーツ大学で学位をとったのち、ベルリン大学でヴェルトハイマー、コフカ、ケーラー、レヴィンらゲシュタルト心理学者と交流をもつ。ハンブルク大学でシュテルンの助手を務めていたとき、アメリカに渡っていたコフカの招きを受け渡米。クラーク聾唖学校に職を得て聾唖者の心理学的研究を行なう。コフカの後を継いでスミス大学に移り、第二次世界大戦後はカンザス大学で長く教鞭をとった。

## 研究内容・業績
ハイダーの主たる業績は社会心理学における社会的認知の研究にゲシュタルト心理学の発想を持ち込んだことにある。認知的斉合性理論のさきがけである認知的均衡理論（認知的バランス理論）、1960年代から1970年代にかけて数多くの関連研究を生み出した帰属理論は、いずれも彼が提唱したものである。

## 日本語訳された著書
- 『対人関係の心理学』大橋正夫：訳、誠信書房
- 『ある心理学者の生涯』堀端孝治：訳、協同出版